# Santilly (Eure-et-Loir)
Santilly település Franciaországban, Eure-et-Loir megyében. Lakosainak száma 306 fő (2022. január 1.). Santilly Lion-en-Beauce, Ruan, Tivernon, Janville-en-Beauce, Dambron és Baigneaux községekkel határos.

## Népesség
A település népessége az elmúlt években az alábbi módon változott:
| Lakosok száma | 402  | 312  | 271  | 353  | 355  | 346  | 339  | 330  | 322  | 306  |
|               | 1968 | 1982 | 1990 | 2006 | 2013 | 2015 | 2017 | 2019 | 2020 | 2022 |